# 南非吉氏鯡
南非吉氏鯡為輻鰭魚綱鲱形目鲱科的其中一種，分布於非洲莫三比克至南非淡水流域，體長可達10公分，棲息在河川下游、潟湖，成群活動，以浮游生物為食，可做為食用魚。

## 擴展閱讀
維基物種上的相關：南非吉氏鯡